# Aire d'attraction de Saintes
L'aire d'attraction de Saintes est un zonage d'étude défini par l'Insee pour caractériser l’influence de la commune de Saintes sur les communes environnantes. Publiée en octobre 2020, elle se substitue à l'aire urbaine de Saintes, qui comportait 40 communes dans le dernier zonage qui remontait à 2010.

## Définition
L'aire d'attraction d'une ville est composée d’un pôle, défini à partir de critères de population et d’emploi ainsi que d’une couronne constituée des communes dont au moins 15 % des actifs travaillent dans le pôle. Le pôle d’attraction constitue ainsi un point de convergence des déplacements domicile-travail,.

## Type et composition
L’aire d'attraction de Saintes est une aire intra-départementale qui comporte 62 communes en Charente-Maritime.
Elle est catégorisée dans les aires de 50 000 à moins de 200 000 habitants, une catégorie qui regroupe 25,3 % de la population de Nouvelle-Aquitaine et 18,5 % au niveau national.

### Carte

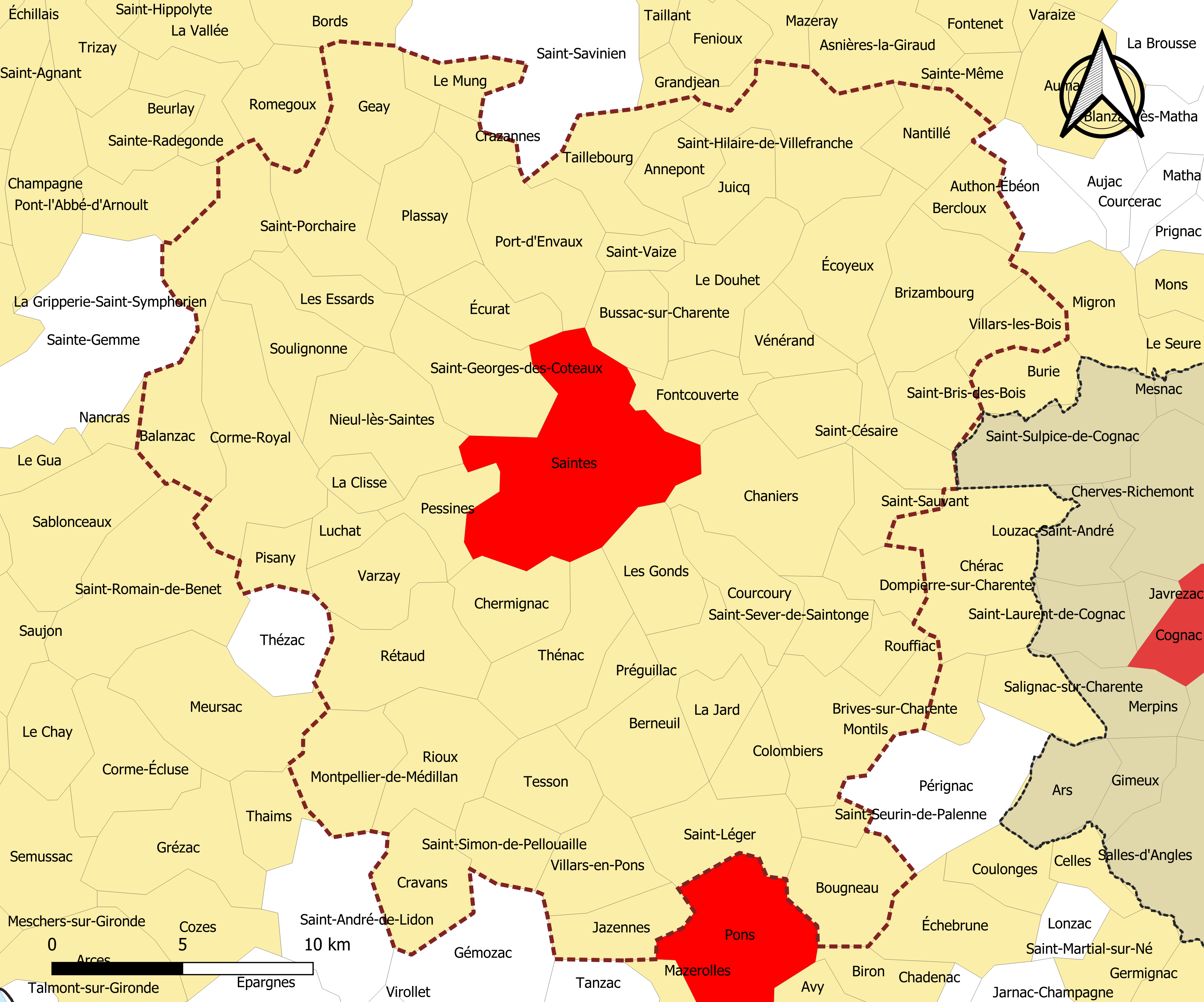
Carte de l'aire d'attraction de Saintes.
Commune-centre
Commune de la couronne

### Composition communale
| Catégorie               | Département       | Communes | Communes |
| Catégorie               | Département       | Nombre   | Libellé |
| ----------------------- | ----------------- | -------- | --- |
| Commune-centre          | Charente-Maritime | 1        | Saintes. |
| Communes de la couronne | Charente-Maritime | 61       | Annepont, Balanzac, Bercloux, Berneuil, Bougneau, Brizambourg, Bussac-sur-Charente, Chaniers, La Chapelle-des-Pots, Chermignac, La Clisse, Colombiers, Corme-Royal, Courcoury, Cravans, Crazannes, Dompierre-sur-Charente, Le Douhet, Écoyeux, Écurat, Les Essards, Fontcouverte, Geay, Les Gonds, La Jard, Jazennes, Juicq, Luchat, Montils, Montpellier-de-Médillan, Le Mung, Nantillé, Nieul-lès-Saintes, Pessines, Pisany, Plassay, Port-d'Envaux, Préguillac, Rétaud, Rioux, Rouffiac, Saint-Bris-des-Bois, Saint-Césaire, Saint-Georges-des-Coteaux, Saint-Hilaire-de-Villefranche, Saint-Léger, Saint-Porchaire, Saint-Sauvant, Saint-Seurin-de-Palenne, Saint-Sever-de-Saintonge, Saint-Simon-de-Pellouaille, Saint-Sulpice-d'Arnoult, Saint-Vaize, Soulignonne, Taillebourg, Tesson, Thénac, Varzay, Vénérand, Villars-en-Pons, Villars-les-Bois. |